# 李晖 (北朝)
李晖，西魏、北周的大臣，西魏八大柱国之一赵国公李弼次子，娶宇文泰之女义安公主为妻，袭赵国公爵位，后改魏国公。

## 生平
西魏大统年间，起家员外散骑侍郎，赐爵义城郡公，历抚军将军、大都督、镇南将军、散骑常侍等职。他娶丞相宇文泰之女义安公主为妻，由于他常年卧病在床，宇文泰日赐钱一千，以供其药石之费。魏废帝元钦为摆脱宇文泰控制，在554年密谋诛杀宇文泰，时李晖和宇文泰其他诸婿清河公李基（李远次子）、常山公于翼（于谨次子）分掌禁军，事情泄露，元钦被废黜。李晖以武卫将军除车骑大将军、仪同三司。魏恭帝二年（555年），加骠骑大将军、仪同三司，出为岐州刺史。他率公卿子弟，别为一军，随宇文泰西巡。
557年，北周孝闵帝登基为帝，李晖任荆州刺史。同年十月，其父赵国公李弼去世，他袭爵赵国公，武成初年（559年）改魏国公。保定中，加大将军。天和六年（571年），进位柱国。建德元年（572年），出为总管梁洋等十州诸军事、梁州刺史，安抚渠、蓬二州生獠，使其归附朝廷管理。

## 延伸阅读
[在维基数据编辑]
 《周書·卷15》，出自令狐德棻《周書》